# Arkham (band)
Arkham was een Belgische progressieve rockband, die in het begin van de jaren zeventig enige tijd populariteit genoot. De groep gaf talloze optredens op festivals en in clubs. De stijl sloot aan bij de Canterbury-scene, hoewel leden van de band later in zeuhl-projecten zouden betrokken raken.
Arkham werd opgericht door Jean-Luc Manderlier en Daniel Denis. Manderlier was de keyboardspeler en componist van Arkham; later zou hij bekend worden als lid van de Franse groep Magma. Drummer Daniel Denis zou eveneens korte tijd bij Magma spelen, later met Claude Deron de Belgische groep Necronomicon oprichten, maar vooral bekend worden na het oprichten van de RIO-groep Univers Zero, die hij tot in de 21e eeuw zou blijven leiden.
In 1970 voegde bassist Claude "Piccolo" Berkovitch zich bij de groep. Al vlug werd de band in België gewaardeerd, en won onder andere ook bandcompetities. Korte tijd later zou Berkovitch de groep verlaten, en vervangen worden door Patrick Cogneaux. Het succes van de groep bleef groeien, en de band gaf onder meer een optreden voor de nationale radio, de RTB, en ging toeren door België en Nederland.
Gedurende 1971 en begin 1972 trad de groep op verschillende festivals en in verschillende clubs in België en Nederland op. In september 1971 was de groep de opener voor het eerste concert van Magma in België. Iets daarna verliet Cogneaux de band, bassist Paolo Radoni zou nu bij Arkham komen spelen en de groep nam meer improvisatie op in hun werk.
Tegen het begin van 1972 breidde Arkham hun geluid uit door de toevoeging van meer muzikanten. Twee leden sloten zich aan, trompettist Claude Deron en de Franse gitarist François Arnadeau. Dit kwintet bleef slechts enkele maanden bestaan. In maart 1972 werden de twee oprichters van de groep uitgenodigd om bij Magma te komen spelen. In mei 1972 gaf Arkham in Nederland zijn laatste concert.
Uiteindelijk verscheen in 2002 op het Cuneiform-label een album, met de titel Arkham, samengesteld uit verscheidene optredens en repetities in België in de periode 1970-1972.